# Leo Horwitz
Leo Horwitz foi um patinador artístico austríaco. Ele conquistou duas medalhas de bronze em campeonatos mundiais.

## Principais resultados

### Com Christa von Szabó
| Resultados           | Resultados        | Resultados        | Resultados    | Resultados    | Resultados    | Resultados    | Resultados    | Resultados    | Resultados    | Resultados    | Resultados    | Resultados    | Resultados    |
| Internacional        | Internacional     | Internacional     | Internacional | Internacional | Internacional | Internacional | Internacional | Internacional | Internacional | Internacional | Internacional | Internacional | Internacional |
| Evento/Temporada     | 1912– 1913        | 1913– 1914        |               |               |               |               |               |               |               |               |               |               |               |
| -------------------- | ----------------- | ----------------- | ------------- | ------------- | ------------- | ------------- | ------------- | ------------- | ------------- | ------------- | ------------- | ------------- | ------------- |
| Campeonato Mundial   | Medalha de bronze | Medalha de bronze |               |               |               |               |               |               |               |               |               |               |               |
| Nacional             |                   |                   |               |               |               |               |               |               |               |               |               |               |               |
| Campeonato Austríaco | Medalha de prata  | Medalha de ouro   |               |               |               |               |               |               |               |               |               |               |               |